# Wolf E. Arntz
Wolf Eberhart Arntz (* 1942) ist ein deutscher Meeresbiologe und Hochschullehrer im Ruhestand, der am Alfred-Wegener-Institut in Bremerhaven sowie an der Universität Bremen tätig war.
Zu Beginn seiner wissenschaftlichen Laufbahn beschäftigte er sich im Rahmen seiner von Gotthilf Hempel betreuten Dissertation mit dem Nahrungsspektrum von Dorsch und Kliesche in der Kieler Bucht und in der Folge mit der Ökologie benthischer Wirbelloser in der Ostsee. Später erforschte er die Auswirkungen des Klimaphänomens El Niño auf die betroffenen marinen Ökosysteme im Pazifik. Zu diesem Thema verfasste er nicht nur zahlreiche wissenschaftliche Fachartikel, sondern auch populärwissenschaftliche Werke. Ab den 1980er Jahren begleitete er regelmäßig Antarktisexpeditionen mit der Polarstern als wissenschaftlicher Fahrtleiter und in weiteren Funktionen. Insgesamt war er zwischen 1989 und 2003 sechsmal wissenschaftlicher Leiter von Expeditionsfahrten ins Südpolarmeer, unter anderem im Ecology of the Antarctic Sea Ice Zone (EASIZ) Programm.

## Veröffentlichungen (Auswahl)
- W. E. Arntz, V. A. Gallardo, D. Gutiérrez, E. Isla, L. A. Levin, J. Mendo, C. Neira, G. T. Rowe, J. Tarazona, M. Wolff: El Niño and similar perturbation effects on the benthos of the Humboldt, California, and Benguela Current upwelling ecosystems. In: Advances in Geosciences. Band 6, 2006, S. 243–265. doi:10.5194/adgeo-6-243-2006
- W. E. Arntz, J. Tarazona: Effects of El Niño 1982-83 on Benthos, Fish and Fisheries off the South American Pacific Coast. (= Elsevier Oceanography Series). 1990, S. 323–360. doi:10.1016/S0422-9894(08)70040-0
- W. E. Arntz, J. Tarazona, V. A. Gallardo, L. A. Flores, H. Salzwedel: Benthos communities in oxygen deficient shelf and upper slope areas of the Peruvian and Chilean Pacific coast, and changes caused by El Niño. In: Geological Society, London, Special Publications. Band 58, 1991, S. 131–154. doi:10.1144/gsl.sp.1991.058.01.10
- D. Gerdes, M. Klages, W. E. Arntz, R. L. Herman, J. Galéron, S. Hain: Quantitative investigations on macrobenthos communities of the southeastern Weddell Sea shelf based on multibox corer samples. In: Polar Biology. Band 12, 1992, S. 291–301. doi:10.1007/BF00238272